# Iglesia de San Jorge (Livorno)
La Iglesia de San Jorge (en italiano Chiesa San Giorgio) es una iglesia, ahora consagrada al rito católico, situado en el Cementerio Inglés de Via Verdi, en Livorno.
Originalmente esta iglesia fue destinada a la adoración de la comunión anglicana, que siempre ha sido muy numerosoa en la ciudad toscana, como lo demuestra la presencia de uno de los más antiguos cementerios no católicos en Italia que aún existe.

## Historia
El origen de la presencia británica en Livorno se remonta al siglo XVII, cuando, después de la ampliación del puerto por parte de Sir Robert Dudley, la marina inglesa hizo de Livorno su base para las rutas de patrullaje del Mediterráneo.
Sin dificultad, en el siglo XVIII le fue otorgado el permiso a un cónsul británico para nombrar a un clérigo anglicano para la construcción de un templo que propiamente se inició en 1839, de acuerdo con el diseño del arquitecto Angiolo della Valle. La iglesia, dedicada al santo patrón de Inglaterra fue terminado en 1844.
Dañada por los bombardeos en la Segunda Guerra Mundial, en 1956 pasó a manos de la Venerabile Arciconfraternita della Misericordia de Livorno, después de la pérdida de la iglesia de Santa Bárbara, fue restaurada y consagrada al culto católico.

## Descripción
Es un edificio neoclásico, que se caracteriza por una entrada con cuatro columnas jónicas, que se encuentra en un entablamento con frontón sencillo. El edificio se levanta sobre una base de piedra, que lo separa de la carretera. Un pequeño campanario en la parte sur tiene tres campanas dedicadas a Santa Bárbara, Santa Cruz y San Francisco.

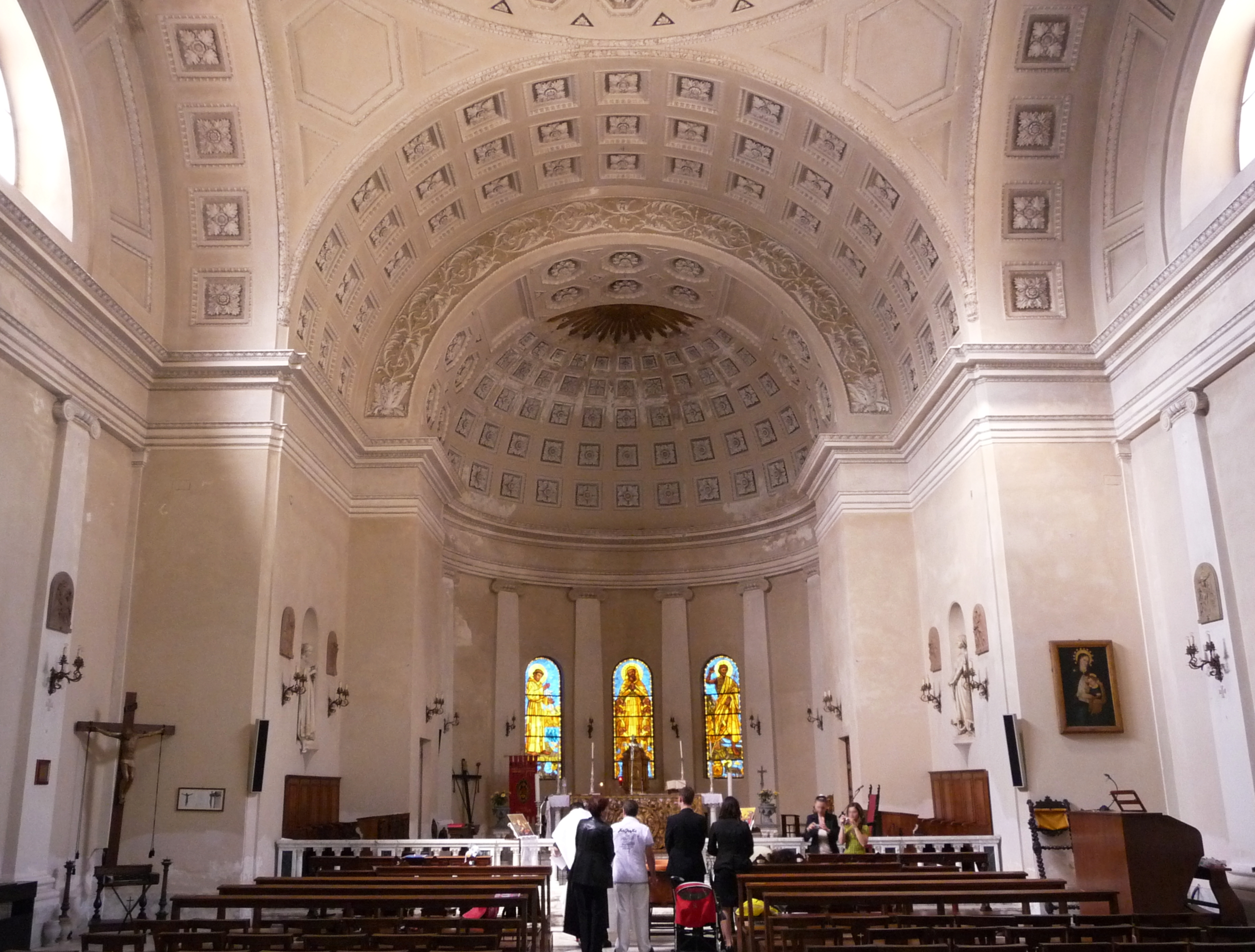
El interior de la Iglesia.

En su interior tiene una excelente acústica, se compone de un centro coronado por una cúpula y decorada con relieves en estuco y pilastras de estilo jónico. Corrado Michelozzi ejecutó la pintura de San Jorge, mientras que las vidrieras del ábside fueron construidas por Mino Rosi para reemplazar a los antiguos realizados en Edimburgo, y destruida durante la guerra. En las tres ventanas, fundido en Mónaco de Baviera, están representados la Virgen de la Misericordia, San Juan Bautista y San Francisco.
Dentro de la misma se encuentra una pintura al óleo, de derecha a izquierda, que representa a la Virgen de la Misericordia y Santa Bárbara, patrona de la asociación. La pintura de la Virgen con San Francisco que es obra de Domenico Passignano y de la Gran Duquesa Cristina de Lorena a la Misericordia entre 1601 y 1606. La imagen fue colocada en el altar mayor de la Iglesia de Santa Bárbara en Via Grande, antes de la destrucción en la guerra. Su cuadro es recordado por Targioni-Tozzetti en sus viajes por la Toscana: "En la Compañía de la Misericordia es una mesa del altar mayor, que se abre con una Virgen en el manto, en el que estaba en la parte inferior del pedestal donde la Virgen , son lo más recto San Tobías, San Francisco a la izquierda, y una figura femenina que abarca a un niño desnudo, que puede ser tanto el retrato de la esposa del mismo Passignano, que es el trabajo de un crucifijo en la sacristía de la iglesia. "La pintura de Santa Bárbara es la obra de Conrad Michelozzi Livorno y es el santo con el fondo de la antigua fortaleza, patrón de la Misericordia en Livorno después de 1786, cuando fue adquirida por la Compañía de Bombardier, la iglesia de Santa Bárbara de Via Grande se convirtió en el nuevo sede.
En las paredes laterales de los dos altares, hay dos estuco bajorrelieves realizados por Julio Guiggi. El bajo relieve de la derecha representa las obras de misericordia, el de la izquierda fue realizado por un hombre. En las esquinas se colocan el crucifijo grande y antiguo de los ejecutados, por el manierismo tardío, con la que, velada, fue acompañado por una procesión de los condenados, y la pintura de la Madonna della Fontanella, una antigua imagen de la compañía que originalmente fue colocado en un rincón sobre el tabernáculo en una fuente pública de la escuela de Cosimo Rosselli.
En las lunetas laterales se encuentran las estatuas de mármol de las cuatro virtudes cardinales de Raffaello Romanelli. Bajo el altar mayor se colocó el altar de madera antigua y tallado y un antiguo santuario de la madera dorada del siglo XVIII, con el emblema de la misericordia de Livorno.